# Miguel Rossetto
Miguel Soldatelli Rossetto GOMM (São Leopoldo, 4 de maio de 1960) é um sociólogo, sindicalista e político brasileiro filiado ao Partido dos Trabalhadores (PT), o qual ajudou a fundar junto com a Central Única dos Trabalhadores (CUT). Foi ministro do Desenvolvimento Agrário nos governos Lula e Dilma; presidente da Petrobras Biocombustível de maio de 2009 até março de 2014; e ministro da Secretaria-Geral da Presidência da República e do Trabalho e Previdência Social no governo Dilma. Foi também vice-governador do Rio Grande do Sul durante a gestão de Olívio Dutra.

## Biografia
Formado em ciências sociais pela Universidade do Vale do Rio dos Sinos (Unisinos), iniciou-se na política no final dos anos 70, no Sindicato dos Metalúrgicos de São Leopoldo, concorrendo como primeiro candidato a presidente numa chapa de oposição. Participou do movimento de fundação do Partido dos Trabalhadores (PT) e fez parte da primeira executiva estadual do partido.
Em 1982, foi candidato a deputado estadual, mas somente em 1996 conquistou um cargo eletivo, o de deputado federal. Foi ainda presidente do Sindicato dos Trabalhadores nas Indústrias do Polo Petroquímico de Triunfo, de 1986 a 1992. Integrou ainda a executiva estadual da Central Única dos Trabalhadores do Rio Grande do Sul e da CUT Nacional.
Em 1998, foi eleito vice-governador, na chapa encabeçada por Olívio Dutra. Em 1° de janeiro de 2003, após ser derrotado na busca pela reeleição no pleito de 2002, desta vez com Tarso Genro encabeçando a chapa, foi nomeado pelo presidente Luiz Inácio Lula da Silva para o cargo de ministro do Desenvolvimento Agrário. No cargo, foi admitido em 2004 à Ordem do Mérito Militar já no grau de Grande-Oficial especial por Lula. Em 2006, ele tentou uma vaga no Senado Federal, mas apesar de ter superado todas as expectativas, acabou perdendo o cargo para Pedro Simon.
Em 17 de março de 2014, assumiu novamente como ministro do Desenvolvimento Agrário, agora no governo de Dilma Rousseff. Deixou o cargo em 8 de setembro do mesmo ano, para fazer parte da coordenação da campanha para a reeleição da presidente.

### Secretaria-Geral da Presidência
Em 29 de dezembro de 2014 foi confirmado como o novo ministro da Secretaria-Geral da Presidência da República do Segundo Gabinete Dilma Rousseff.

### Ministério do Trabalho e do Emprego
Com a reforma ministerial em 2 de outubro foi transferido para o Ministério do Trabalho e Previdência Social. Miguel assumiu o ministério no contexto da crise econômica de 2014 no país, que elevou o desemprego. Assim como seu antecessor no cargo, Manoel Dias, Miguel afirmou que o desemprego poderia ser combatido através de investimentos na construção civil. Reconheceu também a relação entre a crise política e as dificuldades econômicas.

### Outras candidaturas
No dia 9 de dezembro de 2017, o Partido dos Trabalhadores do Rio Grande do Sul lançou Miguel Rossetto como pré-candidato a governador do Rio Grande do Sul para as eleições de 2018. Tem divulgado, como uma das principais propostas, pagar o salário dos servidores em dia, que, à época, há mais de 31 meses recebiam de forma parcelada; além de reestruturar as políticas públicas de segurança, educação e saúde no Estado. Com 1 060 209 votos (17,76%), acabou em terceiro lugar e não disputou o segundo turno.
Nas eleições de 2020 disputou a prefeitura de Porto Alegre como vice de Manuela d'Ávila do Partido Comunista do Brasil. Com 187 262 votos (29%), Manuela e Rossetto foram para o segundo turno, mas perderam para o emedebista Sebastião Melo com 307 745 votos (45,36%) ante 370 550 votos (54,64%).